# Parkal
Parkal, en télougou : పరకాల, est une ville de l'État du Telangana en Inde.